# Paul Hartley
Paul Hartley (Hamilton, Escocia, Reino Unido, 19 de octubre de 1976) es un exfutbolista y entrenador escocés. Jugaba de centrocampista y desde enero de 2023 dirige al Cove Rangers F. C. de Escocia.

## Biografía
Paul Hartley empezó su carrera profesional en 1994 en un equipo de su ciudad natal, el Hamilton Academical F. C. En 1996 el Millwall F. C. inglés pagó 0,6 millones de euros para poder ficharlo. Allí jugó una temporada para, posteriormente, regresar a Escocia donde se incorporó a las filas del Raith Rovers F. C., club que pagó 230 000 €.
En 1998 fichó por el Hibernian F. C., equipo que desembolsó 340 000 € para traerlo. Esa misma temporada Paul Hartley ayudó al club a ascender a la Premier League de Escocia. Al año siguiente jugó unos meses en calidad de cedido en el Greenock Morton F. C.
En 2000 se marchó a jugar al St. Johnstone F. C. (300 000 €). Paul Hartley empezó jugando en su posición de siempre, extremo derecho, pero después de unos cuantos partidos el entrenador del equipo, Billy Stark, decidió cambiarle al centro del campo. El juego de Hartley mejoró mucho. Al año siguiente el club no logró el objetivo de la permanencia y acabó descendiendo a la Primera División de Escocia (segunda categoría).
Al finalizar su contrato en 2003, decidió irse al Heart of Midlothian F. C. Con este equipo se proclamó campeón de la Copa de Escocia en 2006. 
En enero de 2007 firmó un contrato con Celtic de Glasgow, equipo que tuvo que realizar un desembolso económico de 1,6 millones de euros para poder ficharlo. Hasta final de temporada, en la que el Celtic ganó la Liga y la Copa, no dispuso de muchas oportunidades de jugar, aunque al año siguiente ya entraba muy a menudo en los onces iniciales. Ese año conquistó otro título de Liga.
En julio de 2010, firmó un contrato con el Aberdeen F. C. después jugando una temporada en Inglaterra con el Bristol City F. C.
En mayo de 2011 anunció su retirada.

## Selección nacional
Fue internacional con la selección de fútbol de Escocia en 25 ocasiones. Su debut como internacional se produjo el 26 de marzo de 2005 en el partido Italia 2-0 Escocia. Marcó su primer gol con la selección el 12 de octubre de ese mismo año contra Eslovenia. Fue titular en el primer partido del nuevo director técnico Craig Levein, una victoria de 1 a 0 contra la República Checa.

## Clubes

### Como jugador
| Club                           | País       | Año       |
| ------------------------------ | ---------- | --------- |
| Hamilton Academical F. C.      | Escocia    | 1994-1996 |
| Millwall F. C.                 | Inglaterra | 1996-1997 |
| Raith Rovers F. C.             | Escocia    | 1997-1998 |
| Hibernian F. C.                | Escocia    | 1998      |
| Greenock Morton F. C. (cedido) | Escocia    | 1999-2000 |
| St. Johnstone F. C.            | Escocia    | 2000-2003 |
| Heart of Midlothian F. C.      | Escocia    | 2003-2007 |
| Celtic F. C.                   | Escocia    | 2007-2009 |
| Bristol City F. C.             | Inglaterra | 2009-2010 |
| Aberdeen F. C.                 | Escocia    | 2010-2011 |

### Como entrenador
| Club                    | País       | Año       |
| ----------------------- | ---------- | --------- |
| Alloa Athletic F. C.    | Escocia    | 2011-2014 |
| Dundee F. C.            | Escocia    | 2014-2017 |
| Falkirk F. C.           | Escocia    | 2017-2018 |
| Cove Rangers F. C.      | Escocia    | 2019-2022 |
| Hartlepool United F. C. | Inglaterra | 2022      |
| Cove Rangers F. C.      | Escocia    | 2023-     |

## Palmarés

### Como jugador
| Título                  | Club                      | País    | Año     |
| ----------------------- | ------------------------- | ------- | ------- |
| Scottish Championship   | Hibernian F. C.           | Escocia | 1998-99 |
| Copa de Escocia         | Heart of Midlothian F. C. | Escocia | 2005-06 |
| Scottish Premier League | Celtic F. C.              | Escocia | 2006-07 |
| Copa de Escocia         | Celtic F. C.              | Escocia | 2006-07 |
| Scottish Premier League | Celtic F. C.              | Escocia | 2007-08 |
| Copa de la Liga         | Celtic F. C.              | Escocia | 2008-09 |

### Como entrenador
| Título                | Club                 | País    | Año     |
| --------------------- | -------------------- | ------- | ------- |
| Scottish League Two   | Alloa Athletic F. C. | Escocia | 2011-12 |
| Scottish Championship | Alloa Athletic F. C. | Escocia | 2012-13 |
| Scottish Championship | Dundee F. C.         | Escocia | 2013-14 |